# Temporada da Stock Car Brasil de 2009
A Copa Nextel Stock Car de 2009 foi a 31ª edição promovida pela C.B.A. da principal categoria do automobilismo brasileiro. Nesta temporada foi introduzido um novo chassi tubular, substituindo o modelo que era utilizado desde 2000. Antes do início do campeonato, a Mitsubishi anunciou que não disputaria a Stock Car este ano.

## Equipes e pilotos
| Equipe                   | Carro            | Pneu | Nº | Pilotos            | Patrocinador         |
| ------------------------ | ---------------- | ---- | -- | ------------------ | -------------------- |
| Red Bull/WA Mattheis     | Peugeot 307      | G    | 0  | Cacá Bueno         | Red Bull             |
| Red Bull/WA Mattheis     | Peugeot 307      | G    | 29 | Daniel Serra       | Red Bull             |
| Eurofarma RC Competições | Chevrolet Vectra | G    | 65 | Max Wilson         | Eurofarma            |
| Eurofarma RC Competições | Chevrolet Vectra | G    | 90 | Ricardo Maurício   | Eurofarma            |
| Vogel Motorsport         | Chevrolet Vectra | G    | 21 | Thiago Camilo      | Texaco / Ipiranga    |
| Vogel Motorsport         | Chevrolet Vectra | G    | 55 | Paulo Salustiano   |                      |
| RC3 Bassani              | Peugeot 307      | G    | 15 | Antonio Jorge Neto | Itaipava             |
| RC3 Bassani              | Peugeot 307      | G    | 35 | David Muffato      | Itaipava             |
| RZ Racing                | Peugeot 307      | G    | 10 | Ricardo Zonta      | Panasonic            |
| RZ Racing                | Peugeot 307      | G    | 20 | Ricardo Sperafico  | Panasonic            |
| RZ Racing                | Peugeot 307      | G    | 19 | Rodrigo Sperafico  | Panasonic            |
| Officer Pamplona's       | Chevrolet Vectra | G    | 11 | Nonô Figueiredo    | Samsung              |
| Officer Pamplona's       | Chevrolet Vectra | G    | 23 | Duda Pamplona      | Samsung              |
| A.Mattheis               | Chevrolet Vectra | G    | 99 | Xandinho Negrão    | Medley               |
| A.Mattheis               | Chevrolet Vectra | G    | 31 | William Starostik  | Medley               |
| AMG Motorsports          | Chevrolet Vectra | G    | 51 | Átila Abreu        | Agecom               |
| AMG Motorsports          | Chevrolet Vectra | G    | 63 | Lico Kaesemodel    | Agecom               |
| JF Racing                | Peugeot 307      | G    | 9  | Giuliano Losacco   | Ipiranga             |
| JF Racing                | Peugeot 307      | G    | 7  | Thiago Marques     |                      |
| Boettger Competições     | Chevrolet Vectra | G    | 6  | Alceu Feldmann     | ARIGAF               |
| Boettger Competições     | Chevrolet Vectra | G    | 14 | Luciano Burti      | Amanco               |
| Action Power Racing      | Chevrolet Vectra | G    | 80 | Marcos Gomes       | Dolly                |
| Action Power Racing      | Chevrolet Vectra | G    | 8  | Pedro Gomes        | Dolly                |
| Action Power Racing      | Chevrolet Vectra | G    | 70 | Tarso Marques      |                      |
| Amir Nasr Racing         | Peugeot 307      | G    | 1  | Antônio Pizzonia   | Manaus               |
| Amir Nasr Racing         | Peugeot 307      | G    | 37 | Claudio Capparelli |                      |
| Avallone Motorsports     | Peugeot 307      | G    | 3  | Chico Serra        | Hot Wheels           |
| Avallone Motorsports     | Peugeot 307      | G    | 33 | Felipe Maluhy      | Tracker              |
| Hot Car Competições      | Chevrolet Vectra | G    | 74 | Popó Bueno         | Hospital São Luiz    |
| Hot Car Competições      | Chevrolet Vectra | G    | 44 | Norberto Gresse    | Bardahl              |
| RCM Motorsport           | Peugeot 307      | G    | 77 | Valdeno Brito      | Governo da Paraíba   |
| RCM Motorsport           | Peugeot 307      | G    | 5  | Enrique Bernoldi   | Colônia              |
| Full Time Competições    | Peugeot 307      | G    | 18 | Allam Khodair      | Blausiegel / Preserv |
| Full Time Competições    | Peugeot 307      | G    | 16 | Daniel Landi       | Brazul               |

Na madrugada de 6 de julho, o caminhão que transportava os equipamentos da equipe Dolly-Action Power sofreu um acidente, na rodovia Régis Bittencourt, que liga São Paulo a Curitiba. O caminhão pegou fogo, destruindo todos os equipamentos, incluindo três carros. No dia seguinte ao ocorrido a equipe anunciou oficialmente que estava fora da disputa da Temporada da Stock Car Brasil de 2009.

## Calendário
| Prova       | Etapa                               | Circuito                                     | Local             | Data           | Horário  |
| Prova       | Etapa                               | Circuito                                     | Local             | Data           | Brasília |
| ----------- | ----------------------------------- | -------------------------------------------- | ----------------- | -------------- | -------- |
| 1           | São Paulo 1                         | Autódromo José Carlos Pace                   | São Paulo         | 29 de março    | 11h00    |
| 2           | Paraná - Curitiba 1                 | Autódromo Internacional de Curitiba          | Curitiba          | 12 de abril    | 11h00    |
| 3           | Distrito Federal                    | Autódromo Internacional Nelson Piquet        | Brasília          | 3 de maio      | 11h00    |
| 4           | Rio Grande do Sul                   | Autódromo Internacional de Santa Cruz do Sul | Santa Cruz do Sul | 17 de maio     |          |
| 5           | São Paulo 2                         | Autódromo José Carlos Pace                   | São Paulo         | 5 de julho     |          |
| 6           | Bahia                               | Circuito de Rua de Salvador                  | Salvador          | 9 de agosto    |          |
| 7           | Rio de Janeiro                      | Autódromo Internacional Nelson Piquet        | Rio de Janeiro    | 20 de setembro |          |
| 8           | Mato Grosso do Sul - Campo Grande   | Autódromo Internacional Orlando Moura        | Campo Grande      | 4 de outubro   |          |
| Super Final |                                     |                                              |                   |                |          |
| 9           | Paraná - Curitiba 2                 | Autódromo Internacional de Curitiba          | Curitiba          | 25 de outubro  |          |
| 10          | Distrito Federal 2                  | Autódromo Internacional Nelson Piquet        | Brasília          | 8 de novembro  |          |
| 11          | Rio Grande do Sul - Tarumã/Velopark | Autódromo Internacional de Tarumã/Velopark   | Viamão            | 22 de novembro |          |
| 12          | São Paulo 3                         | Autódromo José Carlos Pace                   | São Paulo         | 6 de dezembro  |          |

## Resultados

### Etapas
| Prova | Etapa              | Pole position    | Volta mais rápida  | Vencedor         | Equipe                | Resumo   |
| ----- | ------------------ | ---------------- | ------------------ | ---------------- | --------------------- | -------- |
| 1     | São Paulo          | Paulo Salustiano | Thiago Camilo      | Paulo Salustiano | Vogel Motorsport      | Detalhes |
| 2     | Paraná             | Valdeno Brito    | Valdeno Brito      | Valdeno Brito    | RCM Motorsport        | Detalhes |
| 3     | Distrito Federal   | Allam Khodair    | Antonio Jorge Neto | Allam Khodair    | Full Time Competições | Detalhes |
| 4     | Rio Grande do Sul  | Cacá Bueno       | Cacá Bueno         | Max Wilson       | RC Competições        | Detalhes |
| 5     | São Paulo          | Ricardo Maurício | Paulo Salustiano   | Marcos Gomes     | Action Power Racing   | Detalhes |
| 6     | Bahia              | Thiago Camilo    | Duda Pamplona      | Cacá Bueno       | WA Mattheis           | Detalhes |
| 7     | Rio de Janeiro     | Cacá Bueno       | Allam Khodair      | Daniel Serra     | WA Mattheis           | Detalhes |
| 8     | Mato Grosso do Sul | Átila Abreu      | Duda Pamplona      | Thiago Camilo    | Vogel Motorsport      | Detalhes |
| 9     | Paraná             | Ricardo Zonta    | David Muffato      | Ricardo Maurício | RC Competições        | Detalhes |
| 10    | Distrito Federal   | Allam Khodair    | Allam Khodair      | Allam Khodair    | Full Time Competições | Detalhes |
| 11    | Rio Grande do Sul  | Cacá Bueno       | Luciano Burti      | Luciano Burti    | Boettger Competições  | Detalhes |
| 12    | São Paulo          | Thiago Camilo    | Ricardo Maurício   | Thiago Camilo    | Vogel Motorsport      | Detalhes |

### Pilotos
Em progresso
Informações Adicionais
- Corridas marcadas com azul-claro foram realizadas debaixo de chuva.
- Sistema de pontuação: 25 pontos para o 1º colocado, 20 para o 2º colocado, 16 para o 3º colocado, 14 para o 4º colocado, 12 para o 5º colocado, 10 para o 6º colocado e menos 1 ponto até o 15º colocado. O piloto deve terminar a prova para a computação dos pontos
- Os três primeiros colocados no grid de largarda recebem pontos: pole position recebe três, o segundo recebe dois, e o terceiro recebe um ponto.
- Os dez primeiros da fase qualificatória se classificam para os play-offs que decide o campeão da temporada.

| Pos | Piloto             | Carro            | Fase qualificatória | Fase qualificatória | Fase qualificatória | Fase qualificatória | Fase qualificatória | Fase qualificatória | Fase qualificatória | Fase qualificatória | Fase qualificatória | Play-offs | Play-offs | Play-offs | Play-offs | Play-offs | Total |
| Pos | Piloto             | Carro            | SP                  | PR                  | DF                  | RS                  | SP                  | BA                  | RJ                  | MS                  | Sub total           | Play-off  | PR        | DF        | RS        | SP        | Total |
| --- | ------------------ | ---------------- | ------------------- | ------------------- | ------------------- | ------------------- | ------------------- | ------------------- | ------------------- | ------------------- | ------------------- | --------- | --------- | --------- | --------- | --------- | ----- |
| 1   | Cacá Bueno         | Peugeot 307      | 13                  | 2                   | Ret                 | 2                   | 3                   | 1                   | 2                   | 9                   | 121                 | 235       | 3         | 3         | 3         | 5         | 298   |
| 2   | Thiago Camilo      | Chevrolet Vectra | Ret                 | 3                   | 7                   | DSQ                 | 27                  | Ret                 | 7                   | 1                   | 70                  | 221       | 4         | 8         | Ret       | 1         | 269   |
| 3   | Ricardo Maurício   | Chevrolet Vectra | 2                   | 7                   | 14                  | Ret                 | 6                   | Ret                 | 3                   | 7                   | 72                  | 218       | 1         | 17        | Ret       | 2         | 264   |
| 4   | Allam Khodair      | Peugeot 307      | 8                   | 19                  | 1                   | 13                  | Ret                 | 13                  | NP                  | 6                   | 54                  | 21        | Ret       | 1         | 5         | 10        | 260   |
| 5   | Luciano Burti      | Chevrolet Vectra | Ret                 | 15                  | 8                   | 11                  | 2                   | 4                   | 13                  | 8                   | 59                  | 207       | 8         | 7         | 1         | 7         | 257   |
| 6   | Marcos Gomes       | Chevrolet Vectra |                     | 9                   | 5                   |                     | 1                   | 2                   | 5                   | Ret                 | 77                  | 215       | 16        | 15        | 4         | 13        | 247   |
| 7   | Átila Abreu        | Chevrolet Vectra | 7                   | Ret                 | 3                   | 3                   | 12                  | Ret                 | 4                   | 3                   | 78                  | 219       | 7         | 10        | 7         | 15        | 243   |
| 8   | Valdeno Brito      | Peugeot 307      | 11                  | 1                   | 10                  | 6                   | Ret                 | 7                   | 8                   | 4                   | 80                  | 223       | Ret       | 5         | NL        | 9         | 242   |
| 9   | Max Wilson         | Chevrolet Vectra | Ret                 | 5                   | 4                   | 1                   | 16                  | 14                  | 9                   | 25                  | 62                  | 210       | 13        | 18        | 10        | 3         | 234   |
| 10  | Daniel Serra       | Chevrolet Vectra |                     | 11                  |                     | 5                   | Ret                 | 16                  | 1                   | 11                  | 64                  | 212       | 18        | 6         | 14        | 11        | 233   |
| 11  | Ricardo Sperafico  | Peugeot 307      | 21                  | Ret                 | 9                   | 8                   | 8                   | 3                   |                     | 5                   | 44                  | 44        | 2         | 13        | 9         | 23        | 74    |
| 12  | Xandinho Negrão    | Chevrolet Vectra | 10                  | 8                   |                     |                     | Ret                 | 5                   | 6                   | 10                  | 49                  | 49        | Ret       | 12        | 15        | 6         | 64    |
| 13  | Duda Pamplona      | Chevrolet Vectra | 18                  | Ret                 | 15                  |                     | 7                   | 12                  | 12                  | 2                   | 31                  | 31        | 10        | 4         | Ret       | 22        | 59    |
| 14  | Antonio Jorge Neto | Peugeot 307      | 19                  | 10                  | 2                   | 16                  | 10                  | 6                   | 17                  | 18                  | 42                  | 42        | 6         | 21        |           |           | 52    |
| 15  | Antônio Pizzonia   | Peugeot 307      | 3                   | 4                   | Ret                 | 4                   | 9                   | Ret                 |                     |                     | 51                  | 51        |           |           |           |           | 51    |
| 16  | Ricardo Zonta      | Peugeot 307      | DSQ                 | 6                   | NP                  | NP                  | 25                  | NP                  | 10                  | 14                  | 51                  | 51        | 14        | 2         |           |           | 51    |
| 17  | Giuliano Losacco   | Peugeot 307      | 9                   | 14                  | Ret                 | 15                  | 4                   | 9                   | Ret                 | 12                  | 29                  | 29        | 5         | Ret       |           |           | 41    |
| 18  | Paulo Salustiano   | Chevrolet Vectra | 1                   | 12                  | NL                  | 12                  | 19                  | Ret                 | 14                  | Ret                 | 38                  | 38        | Ret       | Ret       |           |           | 38    |
| 19  | Lico Kaesemodel    | Chevrolet Vectra | 6                   | 25                  |                     | Ret                 | 5                   | Ret                 |                     |                     | 22                  | 22        |           |           | 8         |           | 37    |
| Pos | Piloto             | Carro            | SP                  | PR                  | DF                  | RS                  | SP                  | BA                  | RJ                  | MS                  | Sub total           | Play-off  | PR        | DF        | RS        | SP        | Total |
| Pos | Piloto             | Carro            | Fase qualificatória | Fase qualificatória | Fase qualificatória | Fase qualificatória | Fase qualificatória | Fase qualificatória | Fase qualificatória | Fase qualificatória | Fase qualificatória | Play-offs | Play-offs | Play-offs | Play-offs | Play-offs | Total |

| Cor      | Resultado            |
| -------- | -------------------- |
| Ouro     | Vencedor             |
| Prata    | 2º lugar             |
| Bronze   | 3º lugar             |
| Verde    | Terminou, nos pontos |
| Azul     | Terminou, sem pontos |
| Púrpura  | Retirou-se (Ret)     |
| Vermelho | Não qualificado (NQ) |
| Preto    | Desqualificado (DSQ) |
| Branco   | Não largou (NL)      |
| Sem cor  | Não participou (NP)  |
| Sem cor  | Lesionado (Les)      |
| Sem cor  | Excluído (EX)        |

|  |                       |
|  | Disputam os play-offs |

† = Não terminou a etapa, mas foi classificado porque completou 90% da corrida.